# محلول میسلار
محلول میسلار (به انگلیسی: Micellar Water)  شامل ماده فعال سطحی میسل به صورت محلول در یک حلال (معمولاً آب) است و به همین دلیل، اغلب مواقع تحت عنوان میسلار واتر (آب میسلار) شناخته می‌شود. از میسلار واتر برای پاک کردن آرایش و چربی‌های روی صورت استفاده می‌شود. سرچشمهٔ محلول میسلار از کشور فرانسه است و استفاده از آن در مراقبت از پوست به سال ۱۹۱۳ بر می‌گردد. محبوبیت این محلول در سطح بین‌المللی زمانی افزایش یافت که شرکت داروسازی بایودرما، محصول میسلار واتر خود به نام Sensibio H2O را در سال ۱۹۹۱ ارائه کرد.

## تاریخچه و معرفی
میسلار واتر اولین بار در فرانسه در دهه 1990 معرفی شد، زمانی که مصرف‌کنندگان با مشکلاتی همچون آب سخت و آلوده در مناطق شهری مواجه بودند. آب سخت به دلیل محتوای بالای املاح معدنی می‌تواند به پوست آسیب برساند و باعث خشکی پوست و تحریک شود. به همین دلیل، میسلار واتر به عنوان جایگزینی ملایم و موثر برای پاکسازی پوست بدون نیاز به شستشو با آب مطرح شد.
در ابتدا، این محصول تنها در کلینیک‌های پوستی و توسط متخصصان به کار گرفته می‌شد، اما به تدریج با شناخت گسترده‌تر از فواید آن، برندهای تجاری مختلف تولید و عرضه آن را آغاز کردند. به ویژه در دهه 2000، میسلار واتر به عنوان یکی از محصولات پایه در مراقبت از پوست، به محبوبیت جهانی دست یافت.
محصولات اولیه بیشتر بر اساس فرمولاسیون ساده‌ای از آب و میسل‌ها تولید می‌شدند، اما با گذشت زمان، ترکیبات پیشرفته‌تر و افزودنی‌های مرطوب‌کننده، آنتی‌اکسیدان و عصاره‌های گیاهی به این محصولات اضافه شدند. این توسعه باعث شد که میسلار واتر نه تنها به عنوان پاک‌کننده آرایش، بلکه به عنوان بخشی از مراقبت کلی از پوست نیز شناخته شود.

## ترکیبات و عملکرد
آب میسلار حاوی مولکول‌های چربی کوچکی به نام میسل است. این میسل‌ها به صورت معلق در آب قرار دارند و به واسطه ساختار دوگانه آبدوست و آبگریز خود، توانایی جذب آلودگی‌ها، چربی و مواد آرایشی را دارند. به عبارت دیگر، میسل‌ها همانند آهنربا عمل کرده و آلودگی‌ها را از سطح پوست جدا می‌کنند.

### ترکیبات اصلی
- آب خالص: پایه اصلی محلول.
- سورفکتانت‌های ملایم: برای تشکیل میسل‌ها.
- مواد مرطوب‌کننده: مانند گلیسیرین برای جلوگیری از خشکی پوست.
- مواد افزودنی خاص: مانند ویتامین‌ها و عصاره‌های گیاهی در برخی برندها برای بهبود خواص محصول.

بهترین میسلار واترها در فرمولاسیون خود دارای آب تصفیه‌شده، انواع ویتامین‌ها همچون ویتامین C، ویتامین B3 و پرو ویتامین B5، مرطوب‌کننده‌هایی چون گلیسیرین و سورفکتانت‌های ملایم هستند. علاوه بر این، در ترکیب این محصولات ممکن است انواع عصاره‌های گیاهی مانند آلوئه‌ورا، خیار، گلاب و دانه‌های انگور وجود داشته باشد.

## مزایا و کاربردها
آب میسلار به دلیل ویژگی‌های منحصربه‌فرد خود، در مراقبت از انواع پوست کاربردهای گسترده‌ای دارد:
1. پاک‌کننده آرایش: برای پاکسازی آرایش صورت، چشم و لب بدون نیاز به شستشو با آب.
2. تونر: به عنوان یک مرحله پاکسازی اضافی پس از شستشوی صورت.
3. مناسب برای سفر: به دلیل کاربرد سریع و آسان بدون نیاز به آب.
4. محافظت از پوست حساس: به دلیل فرمولاسیون ملایم و عدم وجود الکل و صابون.

## نحوه استفاده
برای استفاده از محلول میسلار، یک پد پنبه‌ای را به مقدار کافی از محصول آغشته کنید و به آرامی روی پوست صورت بکشید. نیاز به آبکشی ندارد، اما در صورت تمایل، می‌توان بعد از آن صورت را با آب شستشو داد. این روش برای صبح‌ها به عنوان پاکسازی ملایم و شب‌ها برای حذف آرایش ایده‌آل است.

## معایب احتمالی
اگرچه آب میسلار برای بیشتر افراد بی‌خطر است، اما ممکن است در برخی موارد باعث ایجاد حساسیت یا تحریک پوست شود. همچنین، برخی محصولات ممکن است توانایی کافی برای پاکسازی آرایش سنگین یا ضدآب نداشته باشند.